# كاتدرائية لا لاغونا

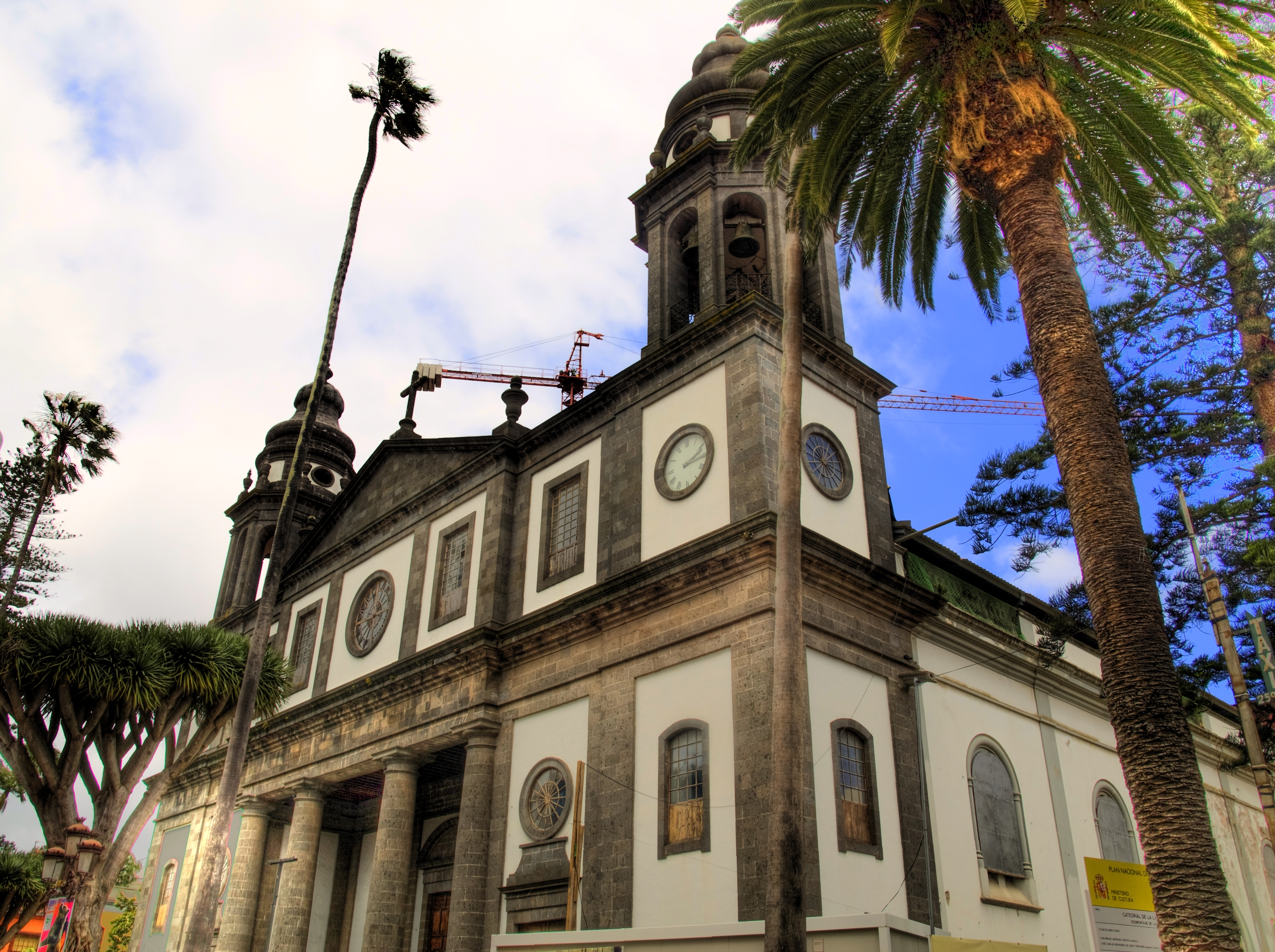
كاتدرائية سان كريستوبال دي لا لاغونا

كاتدرائية سان كريستوبال دي لا لاغونا (بالإسبانية: Catedral de San Cristóbal de La Laguna) هي كنيسة كاثوليكية تقع في مدينة سان كريستوبال دي لا لاغونا في جزيرة تينيريفي (جزر الكناري، إسبانيا). وهي مهداة إلى مريم العذراء المعروفة في أسبانيا باسم «العذراء الشافية». وهذه هي مقر مطران أبرشية تينيريفي.

## تاريخ
بنيت الكاتدرائية عام 1511 على موقع ساحة الناسك ألبينو. وفي عام 1515 تم استبدال هذا المبنى بمبنى أكبر على طراز المدجنون، وأضيف إليه برج عام 1618. وفي 21 أبريل عام 1515 ارتقى المبنى لدرجة رعية حاملاً اسم «العذراء الشافية». وفي 21 ديسمبر 1819 أصدر البابا بيوس السابع مرسوماً بتحويل الأبرشية إلى كاتدرائية عند إنشاء مطرانية تينيريفي. ويرجع تاريخ الواجهة الكلاسيكية الجديدة إلى عام 1820، وكان بناؤها وفقا لرسومات كاتدرائية بامبلونا. وقد تم بناء الهيكل الحالي بين 1904 و1915، وهو من نمط العمارة القوطية الجديدة. وقد بنيت الكاتدرائية بالهيكل الخرساني، مما يجعلها واحدة من المباني الأولى في إسبانيا التي استخدمت هذه المواد.

## هندسة معمارية

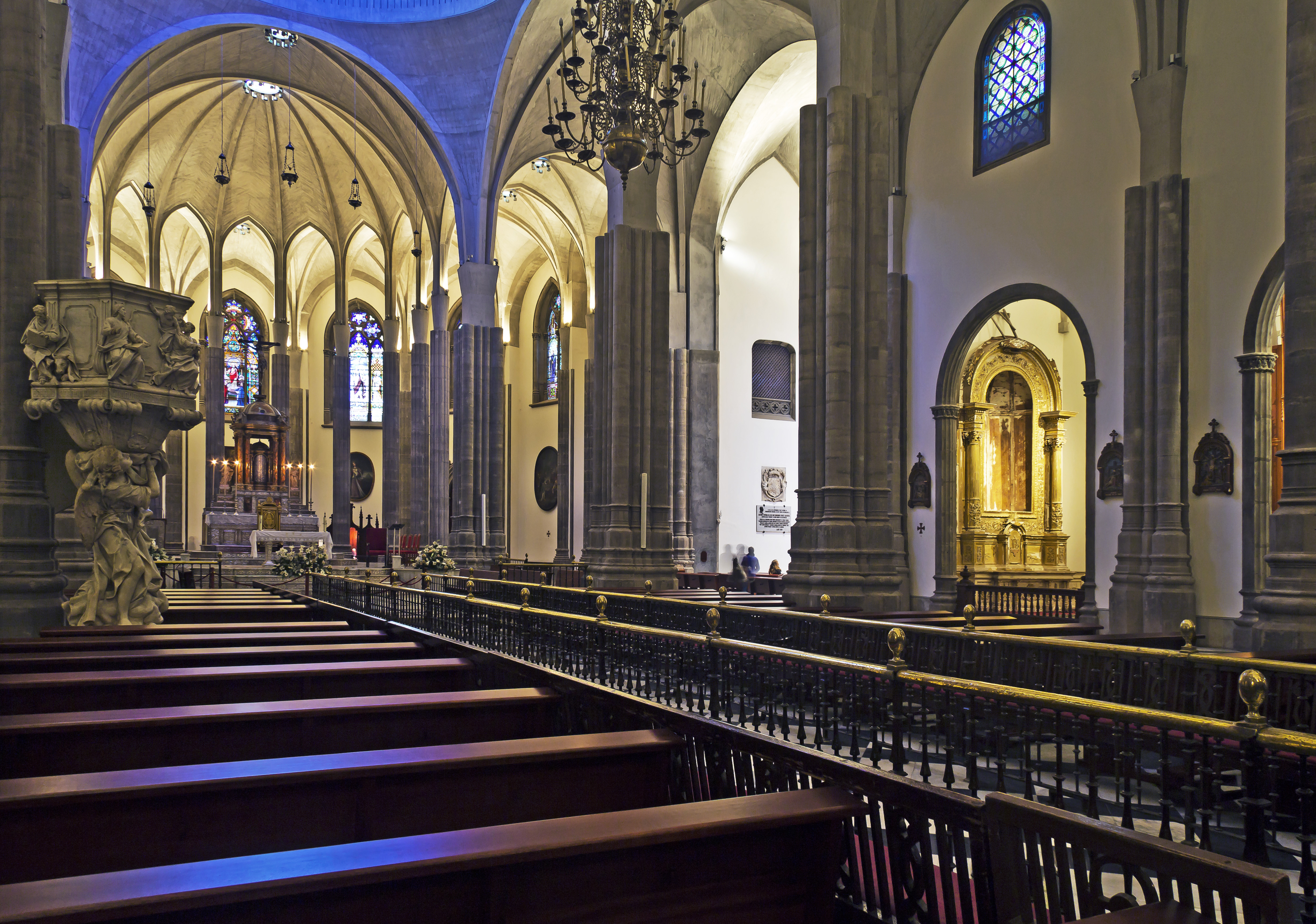
داخلي الكاتدرائية

تتكون الكاتدرائية من ثلاثة مماشي يفصلها صفوف من الأعمدة، وبها العديد من المصليات الجانبية والإسعافية وراء المذبح مع نوافذ كبيرة. الكاتدرائية بها قبة كبيرة تهيمن على المشهد في المدينة ومستوحاة واجهتها الكلاسيكية الجديدة من واجهة كاتدرائية مدينة بامبلونا (نافارا، إسبانيا). ويصل ارتفاع القبة إلى 41.5 متراً. وتعلو العقود القنطرية فتحات صغيرة تسمح بدخول الضوء الطبيعي. وتغطي القبة بلوحات من النحاس، مقلدة بذلك كاتدرائيات وسط وشمال أوروبا.
وداخل الكاتدرائية يحوي العديد من الأعمال الفنية، فالمذبح مصنوع من رخام كرارا الإيطالي. كما أن لوحة المذبح في الكاتدرائية هي أكبر لوحة في جزر الكناري. وتضم الكاتدرائية قطعاً اثرية من مختلف القديسين الشهداء. ومقابر لعدة أساقفة وقبر ألونسو فرنانديز دي لوغو الذي غزا جزيرة تينيريفي في أواخر القرن الخامس عشر.

## معرض صور

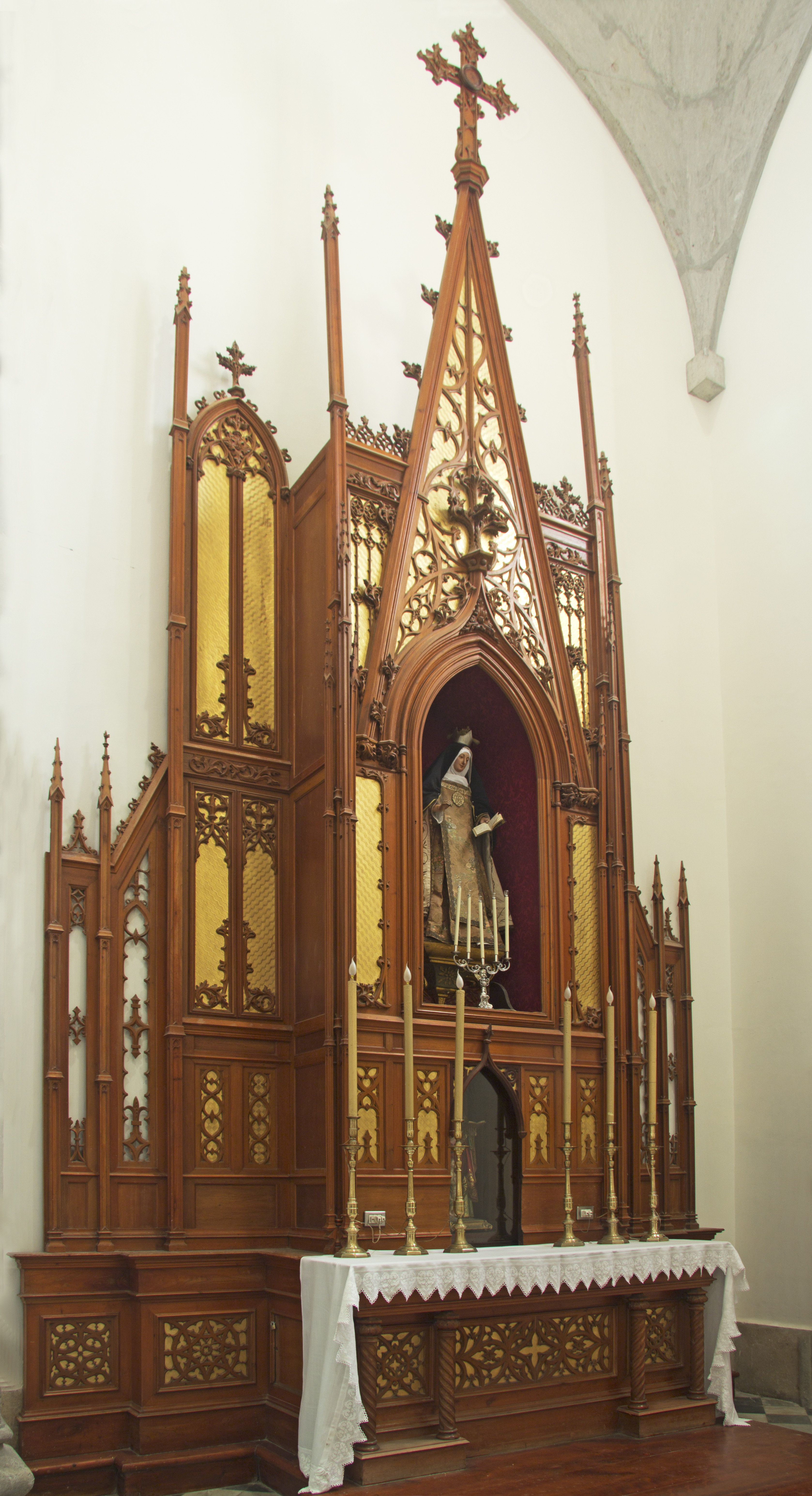
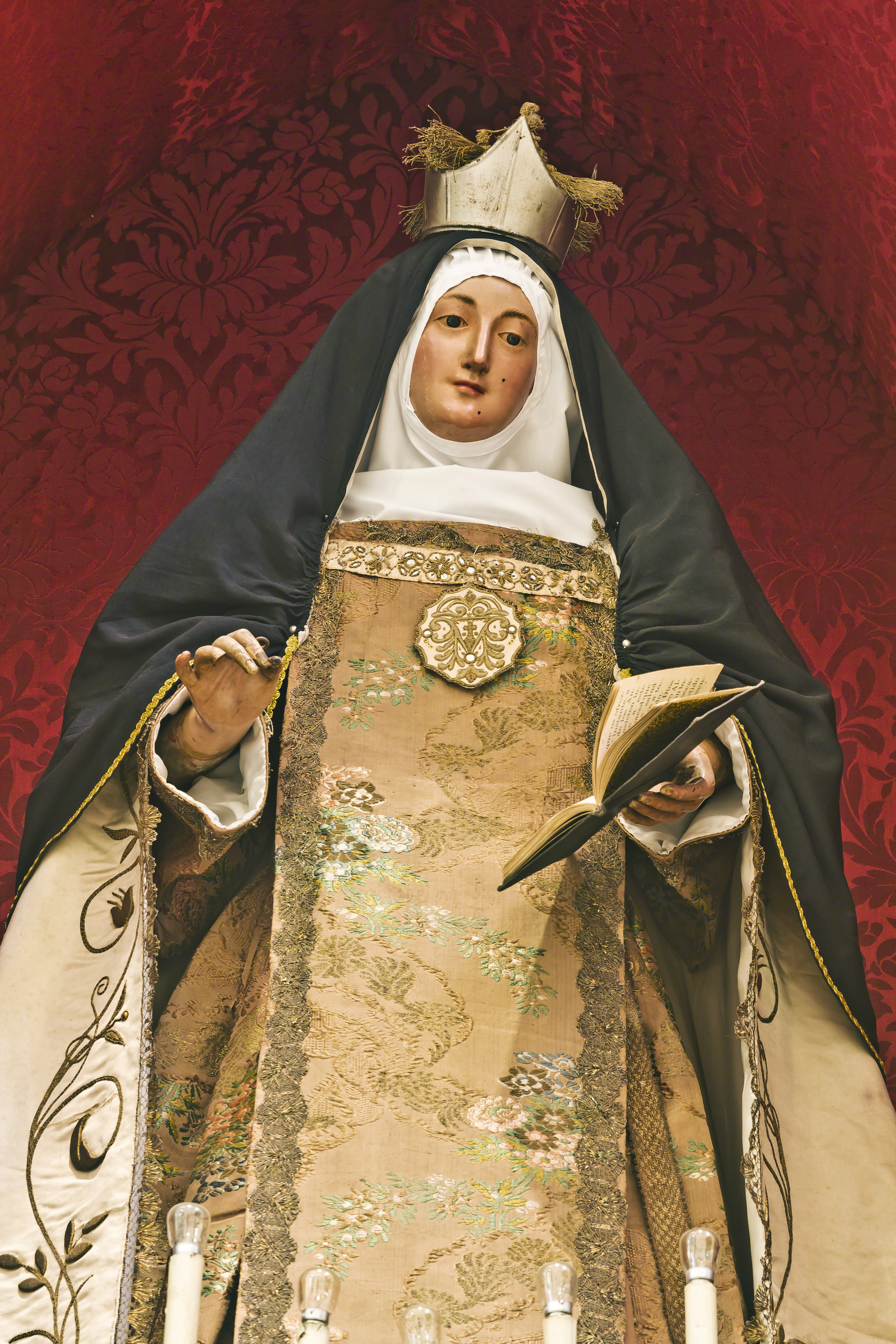
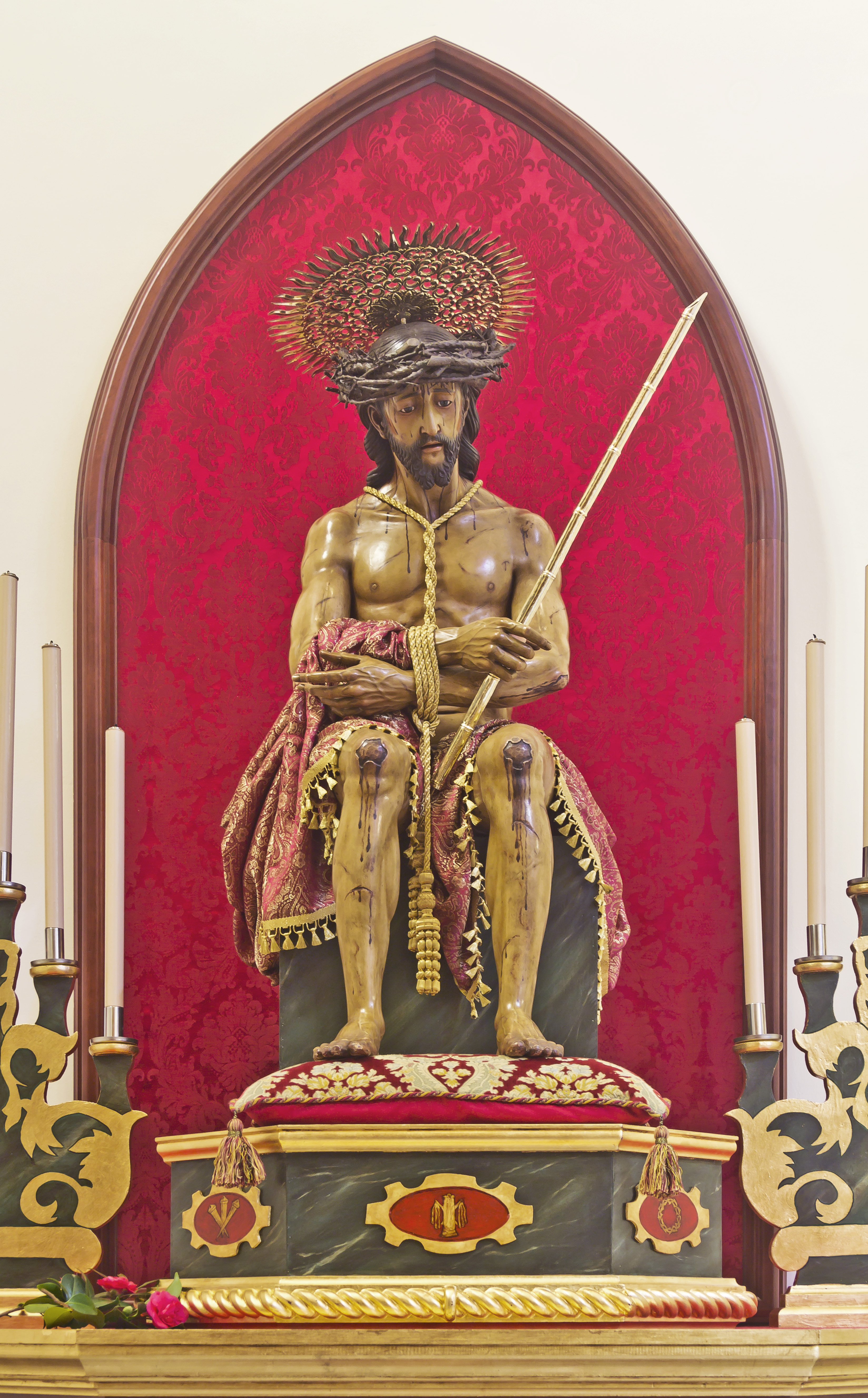

## أعلام
- ألونسو فرنانديز دي لوغو
- خوسيه رودريغيز دي لا أوليفا